# محلول بيرانا

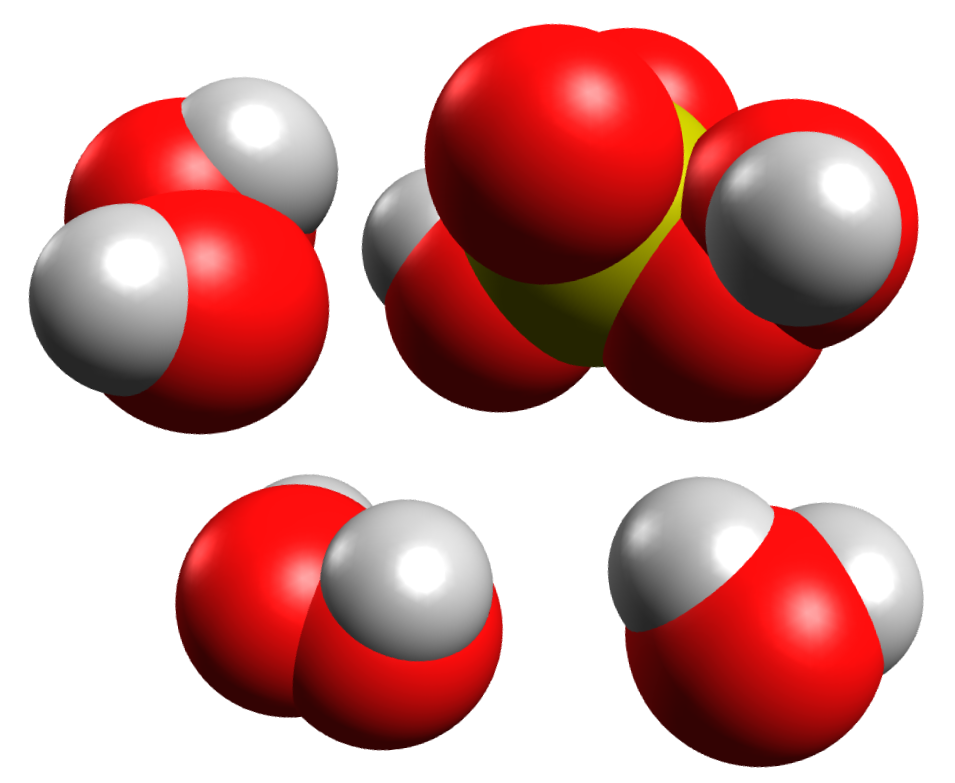
تمثيل للجزيئات الفعالة المكونة لمحلول بيرانا من حمض بيروكسي أحادي الكبريتيك (H2SO5) وبيروكسيد الهيدروجين (H2O2).

محلول بيرانا هو مزيج (خليط) كيميائي مكون من حمض الكبريتيك H2SO4 وبيروكسيد الهيدروجين H2O2، ويستخدم بكثرة في المختبرات الكيميائية من أجل إزالة البقايا العضوية من على الأسطح المستخدمة للتطبيقات الخاصة، مثل أسطح الرقاقات السيليكونية.
يعد هذا المحلول من المؤكسدات شديدة القوة، وقادر على تفكيك أغلب المواد العضوية، ويشير الاسم إلى سمك بيرانا الضاري، كنايةً عن الخواص الأكّالة لهذا المحلول.

## التركيب
يمكن أن يحضر هذا المحلول بعدة نسب مزج مختلفة، وجميعها تدعى محلول بيرانا، ولكن التحضير النمطي يتضمن مزج ثلاثة أجزاء من حمض الكبريتيك المركز من جزء واحد تركيزه 30% وزناً من بيروكسيد الهيدروجين. وهناك عدة وصفات تحضير أخرى، منها المزج بنسبة 1:4 أو 1:7؛ كما يضاف في بعض الأحيان مواد مثل الأمونيا إلى المزيج ليستحصل على ما يسمى محلول بيرانا القاعدي.